# 和記洋行舊址
和記洋行舊址是位於中國江蘇省南京市鼓樓區下关街道寶塔橋的建築。和記洋行建於1912年，是當時中國最現代化的食品加工廠。1956年，和記洋行被轉讓給上海大華企業。2024年，和記洋行修繕工程竣工。